# Temperatura powietrza
Temperatura powietrza – jeden z podstawowych elementów meteorologicznych, określający stan cieplny atmosfery. 
Dane o temperaturze powietrza zbierane są przez stacje meteorologiczne. Pomiaru dokonuje się na wysokości 2 m nad gruntem za pomocą termometru, osłoniętego przed bezpośrednim promieniowaniem słonecznym w klatce meteorologicznej. Osobnymi termometrami dokonuje się pomiaru temperatury maksymalnej i minimalnej – odpowiednio termometrami maksymalnym i minimalnym. Temperaturę podaje się w stopniach Celsjusza [°C], Fahrenheita [°F] lub kelwinach [K].
Różnica między najwyższą a najniższą temperaturą w danym okresie to amplituda temperatury powietrza.
Czynniki, od których zależy rozkład temperatury na Ziemi
- szerokość geograficzna (kąt wysokości Słońca)
- wysokość bezwzględna (każde 100 m wyżej to 0,6÷1,0 °C mniej – w zależności od wilgotności powietrza)
- rodzaj podłoża atmosfery (woda czy ląd; ciemne podłoże szybciej się nagrzewa)
- rozmieszczenie lądów i oceanów
- prądy morskie
- układ form ukształtowania powierzchni względem promieni słonecznych i przeważających wiatrów
- cyrkulacja powietrza
- zachmurzenie
- szata roślinna (cień)

Amplituda temperatury może być dobowa lub roczna. Amplituda temperatury jest cechą dość charakterystyczną dla określonych miejsc na kuli ziemskiej. Średnia roczna amplituda temperatury jest jednym z kryteriów wydzielenia stref klimatów kontynentalnego i oceanicznego.
Ponadto mierzona jest także temperatura przy gruncie na wysokości 5 cm.